# John Conrad Bucher
John Conrad Bucher (* 28. Dezember 1792 in Harrisburg, Pennsylvania; † 15. Oktober 1851 ebenda) war ein US-amerikanischer Politiker. Zwischen 1831 und 1833 vertrat er den Bundesstaat Pennsylvania im US-Repräsentantenhaus.

## Werdegang
John Bucher besuchte die öffentlichen Schulen seiner Heimat. Nach einem anschließenden Jurastudium und seiner Zulassung als Rechtsanwalt begann er in Harrisburg in diesem Beruf zu praktizieren. Im Jahr 1813 arbeitete er für die Behörde zur Verwaltung der staatlichen Ländereien in Pennsylvania (Clerk of the Land Department). Außerdem wurde er Mitglied im Stadtrat von Harrisburg und der dortigen Kommission der Schuldirektoren. In den 1820er Jahren schloss er sich der Bewegung um den späteren Präsidenten Andrew Jackson an und wurde Mitglied der von diesem 1828 gegründeten Demokratischen Partei.
Bei den Kongresswahlen des Jahres 1830 wurde Bucher im sechsten Wahlbezirk von Pennsylvania in das US-Repräsentantenhaus in Washington, D.C. gewählt, wo er am 4. März 1831 die Nachfolge von Innis Green antrat. Bis zum 3. März 1833 konnte er eine Legislaturperiode im Kongress absolvieren. Seit dem Amtsantritt von Präsident Jackson im Jahr 1829 wurde innerhalb und außerhalb des Kongresses heftig über dessen Politik diskutiert. Dabei ging es um die umstrittene Durchsetzung des Indian Removal Act, den Konflikt mit dem Staat South Carolina, der in der Nullifikationskrise gipfelte, und die Bankenpolitik des Präsidenten.
Nach dem Ende seiner Zeit im US-Repräsentantenhaus war John Bucher Kurator an verschiedenen Schulen in Pennsylvania. Seit 1839 bis zu seinem Tod am 15. Oktober 1851 fungierte er als beisitzender Richter im Dauphin County.